# Ocypodidae

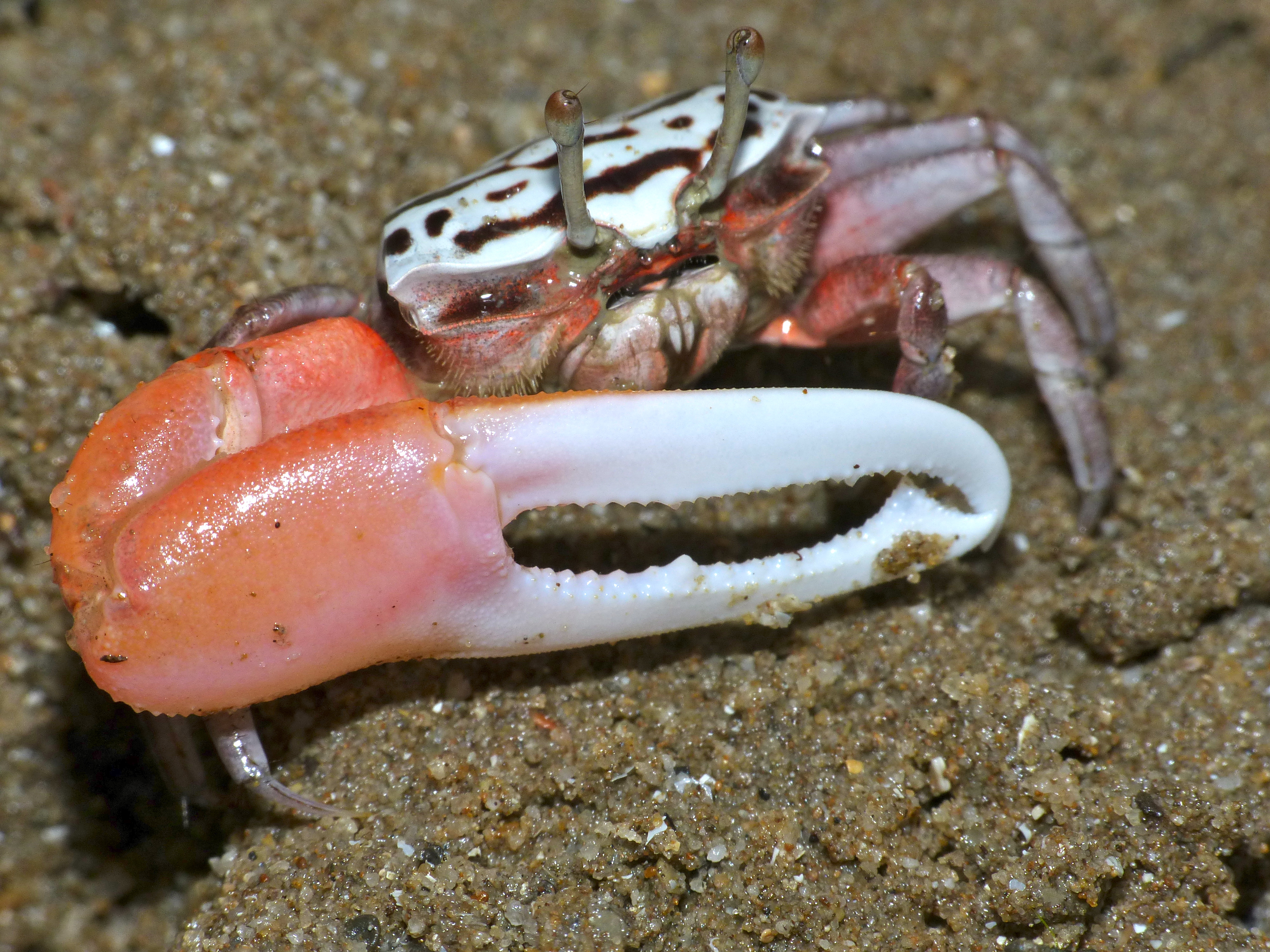
Austruca annulipes

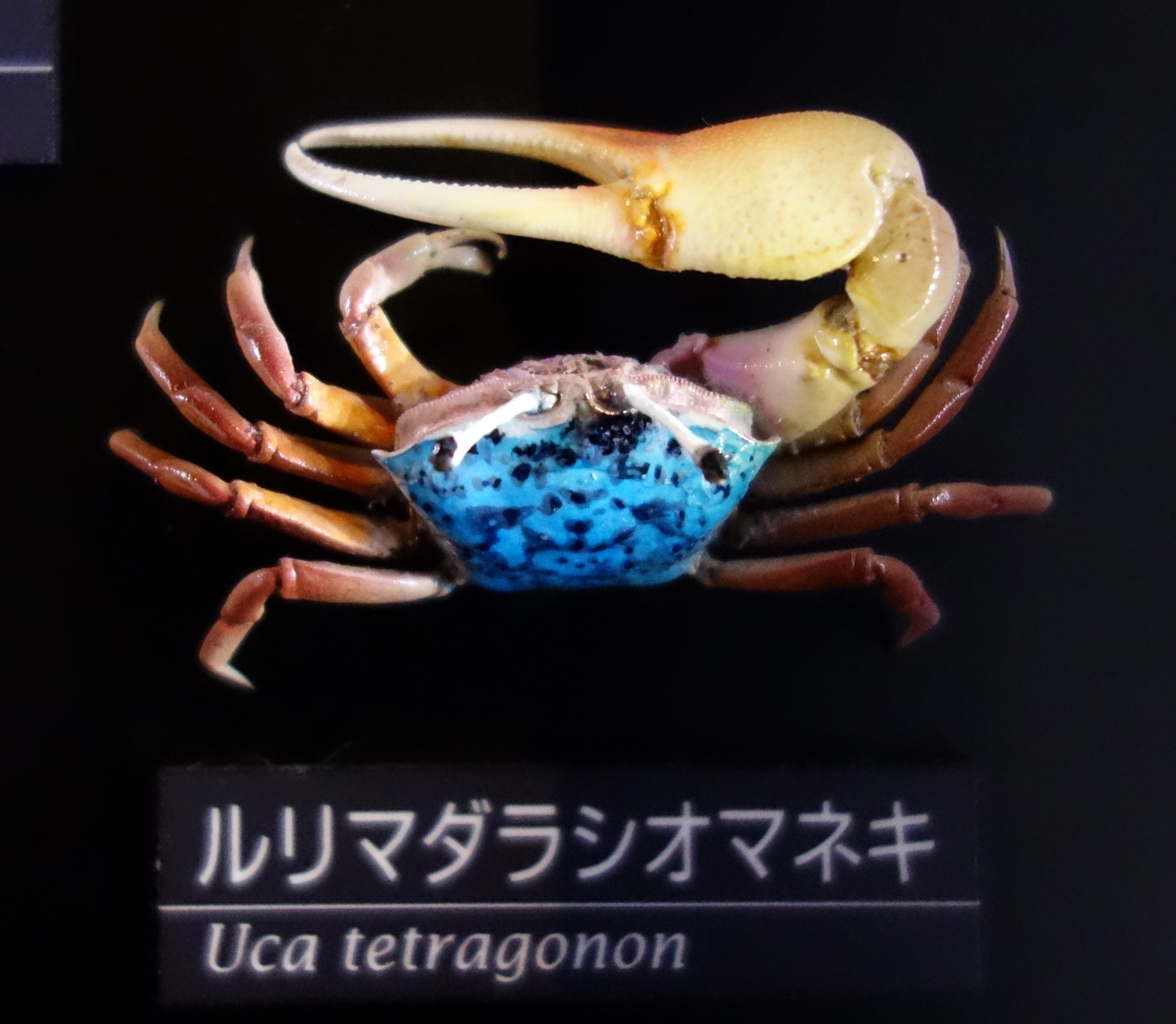
Gelasimus tetragonon

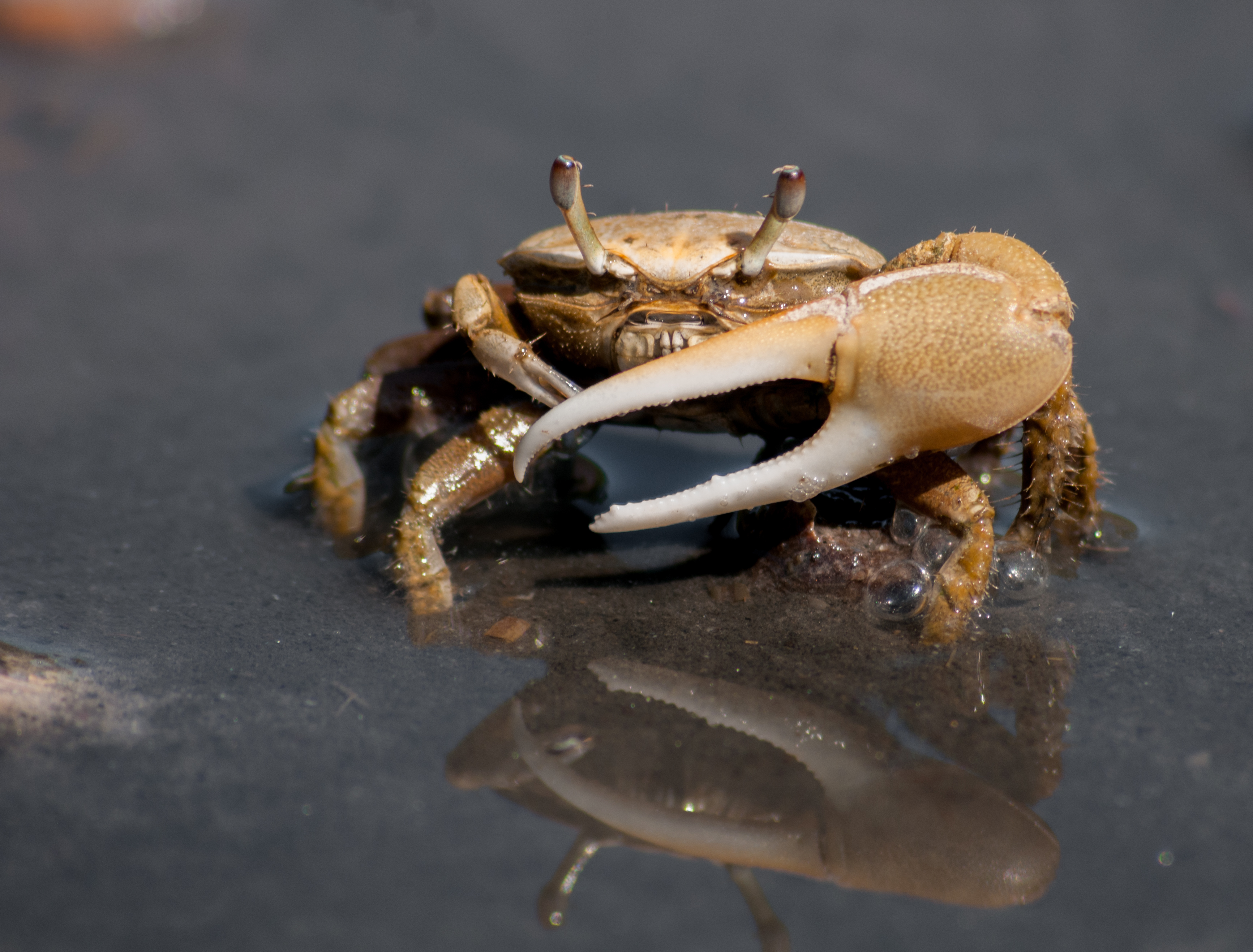
Leptuca leptodactyla

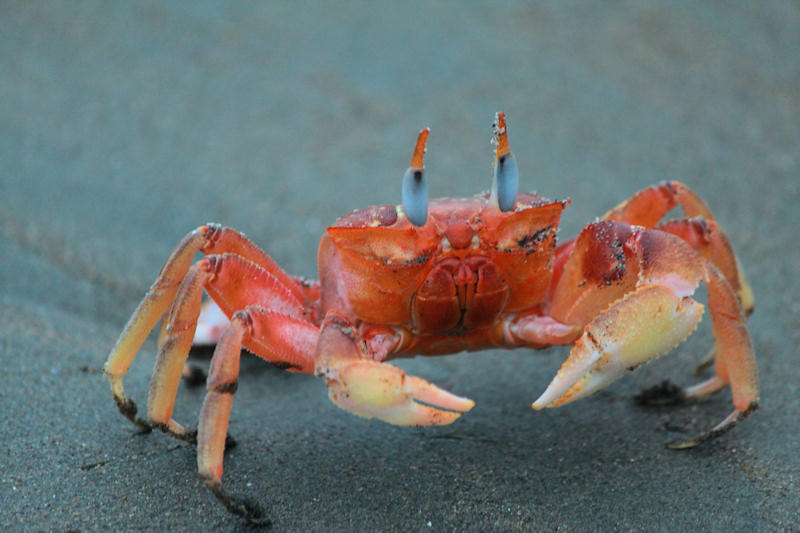
Ocypode gaudichaudii

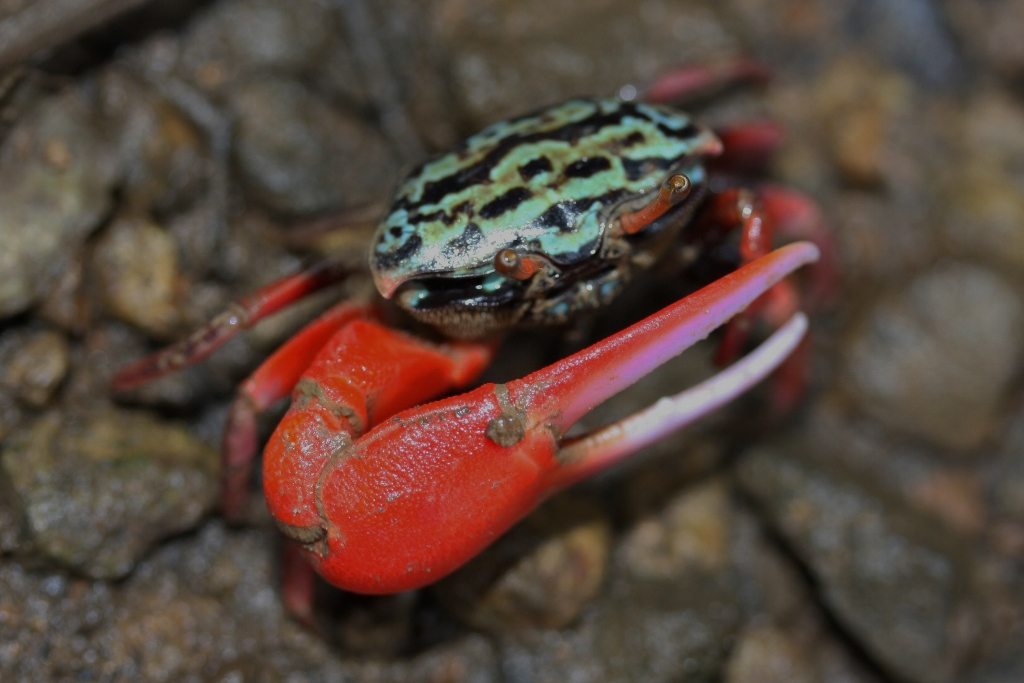
Paraleptuca crassipes

Ocypodidae – rodzina skorupiaków z rzędu dziesięcionogów i infrarzędu krabów. Obejmuje około 120 gatunków rozprzestrzenionych w strefie tropikalnej i umiarkowanej całego świata. Występują głównie w strefach pływów, ale znane są też gatunki lądowe. Cechują się grubym karapaksem i oczami na długich słupkach osadzonych w szerokich dołkach. Samce mają szczypce jednej strony większe niż drugiej.

## Opis
Kraby te cechuje gruby, w obrysie prawie czworoboczny do prawie jajowatego karapaks z podziałem na regiony zaznaczonym w różnym stopniu. Region frontalny zwykle jest wąski lub bardzo wąski i tworzy płatek pomiędzy długimi słupkami ocznymi. Dołki oczne są szerokie i krawędzie orbitalne zajmują prawie cały przód karapaksu. Łączna długość krawędzi frontalnej i orbitalnych przekracza połowę największej szerokości karapaksu. Krawędzie przednio-boczne mogą być proste do silnie wypukłych, opatrzone ząbkami lub ich pozbawione.
Czułki drugiej pary mają małe lub szczątkowe biczyki, a w stanie spoczynku podginają się skośnie lub prawie poziomo. Narządy gębowe cechuje szeroki proepistom i całkowite lub prawie całkowite zamknięcie jamy przedgębowej (bukalnej) przez szczękonóża trzeciej pary. Głaszczki połączone są stawowo z meropoditem szczękonóża w kącie przednio-zewnętrznym lub w pobliżu tego kąta. U samców szczypce prawy i lewy są różnych rozmiarów. U większości gatunków między odnóżami krocznymi drugiej i trzeciej pary znajduje się szczoteczka z długich szczecinek, odgraniczająca prowadzącą do jamy skrzelowej kieszonkę. Sternum tułowia u samic jest z tyłu szerokie, u samców zaś zwężone. Otwory płciowe samców leżą na sternum, przylegając do szwu między 7 i 8 sternitem. 
Pleon (odwłok) samców jest prawie prostokątny i długi, telsonem sięgający w przód prawie do jamy gębowej, o segmentach od czwartego lub piątego do szóstego przynajmniej częściowo zlanych. Grube i silnie schitynizowane gonopody pierwszej pary mają na wierzchołku frędzel sztywnych szczecin.

## Występowanie
Skorupiaki te występują na całym świecie w morzach od strefy tropikalnej po umiarkowaną. Zasiedlają głównie strefy pływów, gdzie kopią norki w piaszczystym i mulistym podłożu, a osadzenie oczu na wysokich słupkach zapewnia im szeroki kąt widzenia w płaskim terenie. Kilka gatunków przystosowało się do życia na lądzie i nie wymaga okresowego zalewania.

## Systematyka
Takson ten jako pierwszy wprowadził Rafinesque w 1815 roku. Zaliczano doń rodzaje Ocypode i Uca. W 1975 Crane dokonał rewizji rodzaju Uca wyróżniając w jego obrębie 9 podrodzajów oraz 92 gatunki i podgatunki. W 2013 Sakai i Türkay dokonali rewizji rodzaju Ocypode, wyróżniając 21 gatunków i wyodrębniając z niego monotypowy rodzaj Hoplocypode. W 2016 roku Shih wraz z siedmioma innymi karcynologami dokonał rewizji rodziny przy użyciu metod filogenetycznych. Zsynonimizowali oni Hoplocypode z Ocypode, podzielili dotychczasowy Uca na wiele rodzajów w dwóch podrodzinach oraz włączyli do Ocypodidae monotypowe Ucidinae, wcześniej klasyfikowane jako osobna rodzina. 
Systematyka rodziny po rewizji z 2016 przedstawia się następująco:
- podrodzina: Ocypodinae
  - Afruca Crane, 1975
  - Ocypode Weber, 1795
  - Uca Leach, 1814
- podrodzina: Gelasiminae
  - Austruca Bott, 1973
  - Cranuca Beinlich et von Hagen, 2006
  - Gelasimus Latreille, 1817
  - Leptuca Bott, 1973
  - Minuca Bott, 1954
  - Paraleptuca Bott, 1973
  - Petruca Shih, Ng et Christy, 2015
  - Tubuca Bott, 1973
  - Xeruca Shih, 2015
- podrodzina: Ucidinae Števčić, 2005
  - Ucides Rathbun, 1897